# Calle de Teodosio el Grande
La calle de Teodosio el Grande es una vía pública de la ciudad española de Segovia.

## Descripción
La vía, que en otros tiempos se conoció como «calle del Angelete» por una estatua que se guardaba en una hornacina allí sita, discurre desde la plaza del Azoguejo hasta la calle del Pintor Montalvo, en todo momento paralela a la de Fernán García, de la que apenas la separa el acueducto. Honra con el título a Teodosio I el Grande (347-395), emperador romano. Aparece descrita en Las calles de Segovia (1918) de Mariano Sáez y Romero con las siguientes palabras:

Angelete.—Se entra a esta calle por la Plaza del Azoguejo y se sale por la del Pintor Montalvo. Sigue la línea del Acueducto que la separa de la de Fernán García. En realidad, es sólo media calle, formando la otra mitad la izquierda de Fernán García, pues cada una de estas sólo tiene casas a uno de sus lados respectivos. Su denominación, nos parece, es debida a la antigua estatua o figura que antes existía en el nicho encima de la cartela a este lado del Acueducto que mira al Azoguejo, hasta que desupés se colocó la imagen de Nuestra Señora de la Cabeza que hay ahora. Representaba a Hércules la estatua embutida en la hornacina, pero el vulgo dió en decir y llamarla ángel o angelete. La calle es una cuesta que baja al valle del Azoguejo desde los barrios altos de la Ciudad, y desnivel que es el que salva el Acueducto en su antigua conducción de agua para el abastecimiento y servicios de la otra parte de la población.
(Sáez y Romero, 1918, pp. 8-9)